# Małgorzata Szumowska
Małgorzata Szumowska (n. 26 februarie 1973, Cracovia, Polonia) este o regizoare de film poloneză, scenaristă și producătoare, născută în Cracovia.
Filmul În numele... din 2013 a primit Premiul Teddy pentru cel mai bun film de lungmetraj la cea de-a 63-a ediție a festivalului Internațional de Film de la Berlin și a primit Marele Premiu la cea de-a 32-a ediție anuală a Festivalului de Film de la Istanbul. Filmul ei Trupula fost selectat pentru a fi proiectat la secțiunea competiției principale din cadrul celei de-a 65-a ediție a Festivalului Internațional de Film de la Berlin. Szumowska a câștigat Ursul de Argint pentru cel Mai Bun Regizor pentru filmul Trupul. În 2018, a primit Marele Premiu al Juriului la cea de-a 68-a ediție a festivalului Internațional de film de la Berlin, pentru filmul Mutra.

## Cariera
Szumowska a petrecut doi ani studiind istoria artei la Universitatea Jagiellonian înainte de a începe studii de film.  Szumowska a absolvit celebra universitate de film în Łódź, la care au absolvit și personalități ca Andrzej Wajda, Roman Polański sau Krzysztof Kieślowski.  Ca și studentă, Szumowska făcut un scurt metraj care a fost clasat pe locul 14 în istoricul școlii de film din Łódź. Cisza (Liniștea) este un scurt metraj de film documentar în care Szumowska a încercat să surprindă o viață simplă a unei familii poloneze din mediul rural.

### Szczęśliwy człowiek(Om fericit)
Szumowska a absolvit facultatea de film în 1998 și și-a făcut debutul filmul Szczęśliwy człowiek (Om fericit) în 2001. Filmul a fost nominalizat la European Film Award și Szumowska a devenit membră a Academiei Europene de Film în același an.  Scenariul explorează relații complicate între trei persoane care se confruntă cu dificultăți enorme și care totuși depun eforturi pentru a atinge fericirea, sau cel puțin, încearcă să evite tragedia.

### Ono
Următorul ei film, Ono (Stranger, 2004), s-a concentrat pe relația dintre o femeie însărcinată și copilul pe care îl așteaptă. După ce a decis să nu aibă un avort, mama încearcă să-și pregătească copilul pentru experiență lumii exterioare. Lucrurile se complică atunci când se confruntă cu probleme de sănătate.

### Ojciec
În 2005 Szumowska a făcut scurt metrajul Ojciec (The Father), unul din cele treisprezece povestiri contemporane  scrise de regizori de film polonezi pentru a sărbători Solidaritatea, care a dus la realizarea filmul Solidarność, Solidarność (Solidarity, Solidarity). Bazat pe experiențele tatălui ei, filmul lui Szumowska folosește imagini de arhivă din documentele lui.

### 33 sceny z życia(33 Scene din Viață)
Un progres semnificativ în cariera lui  Szumowska a venit în 2008, cu 33 sceny z życia (33 Scene din Viață), cu Julia Jentsch, care a câștigat un Premiu Special la Festivalul Internațional de Film de la Locarno. Inspirat din propria ei viață, dar are grijă să sublinieze că "nu este autobiografic", filmul spune povestea Juliei. O talentată fotografă căsătorită cu Piotr, compozitor de succes, Julia are o viață  perfectă și confortabilă din punct de vedere financiar până într-o zi când idila este întreruptă.

### Ele
Szumowska a lucrat, de asemenea, ca și co-producătoare la filmul Antihrist, de Lars von Trier, film horror lansat în 2009. În 2011, ea a terminat proiectul internațional, Elles, cu Juliette Binoche. Premiera mondială a filmului Ele a avut loc la Festivalul Internațional de Film de la Toronto.  Acesta spune povestea lui Anne, o jurnalistă din Paris care investighează prostituția în rândul studenților. Cercetările ei o duc la două fete, Charlotte și Alice, ale căror vieți diferă foarte mult de a ei. Acestea o lasă să descopere o lume pe care ea o găsește în același timp și respingătoare și seducătoare.

### În numele...
Adam este un preot catolic care și-a descoperit chemarea ca slujitor al lui Dumnezeu la vârsta de aproximativ 21 de ani. Acum locuiește într-un sat din mediul rural din Polonia, unde lucrează cu adolescenți cu  problemele de comportament  și care lupta împotriva abuzului. El refuză avansurile unei tinere brunete pe nume Ewa, spunând că este deja luat. Cu toate acestea, celibatul nu este singurul motiv pentru respingerea acesteia. Adam știe că el are înclinații asupra bărbaților și că îmbrățișarea preoție a fost o îndepărtare de propria sexualitate. Atunci când îl întâlnește pe Dynia; ciudatul și tacitul fiul al unei simple familii din mediul rural; abstinența lui Adam devine o povară grea.

## Biografie
Szumowska este fiica jurnalistei Maciej Szumowski și Dorota Terakowska și sora lui Wojciech Szumowski, un regizor de film documentar. Ea a fost căsătorită cu actorul Mateusz Kościukiewicz din 2012. Ei au o fiica, Alina, născută pe data de 3 decembrie 2012. Ea mai are un fiu, Maciej, dintr-o relație anterioară cu editorul Jacek Drosio.